# Tragostoma imperator
Tragostoma imperator är en skalbaggsart som beskrevs av Aurivillius 1914. Tragostoma imperator ingår i släktet Tragostoma och familjen långhorningar. Inga underarter finns listade i Catalogue of Life.